# 이프 성채

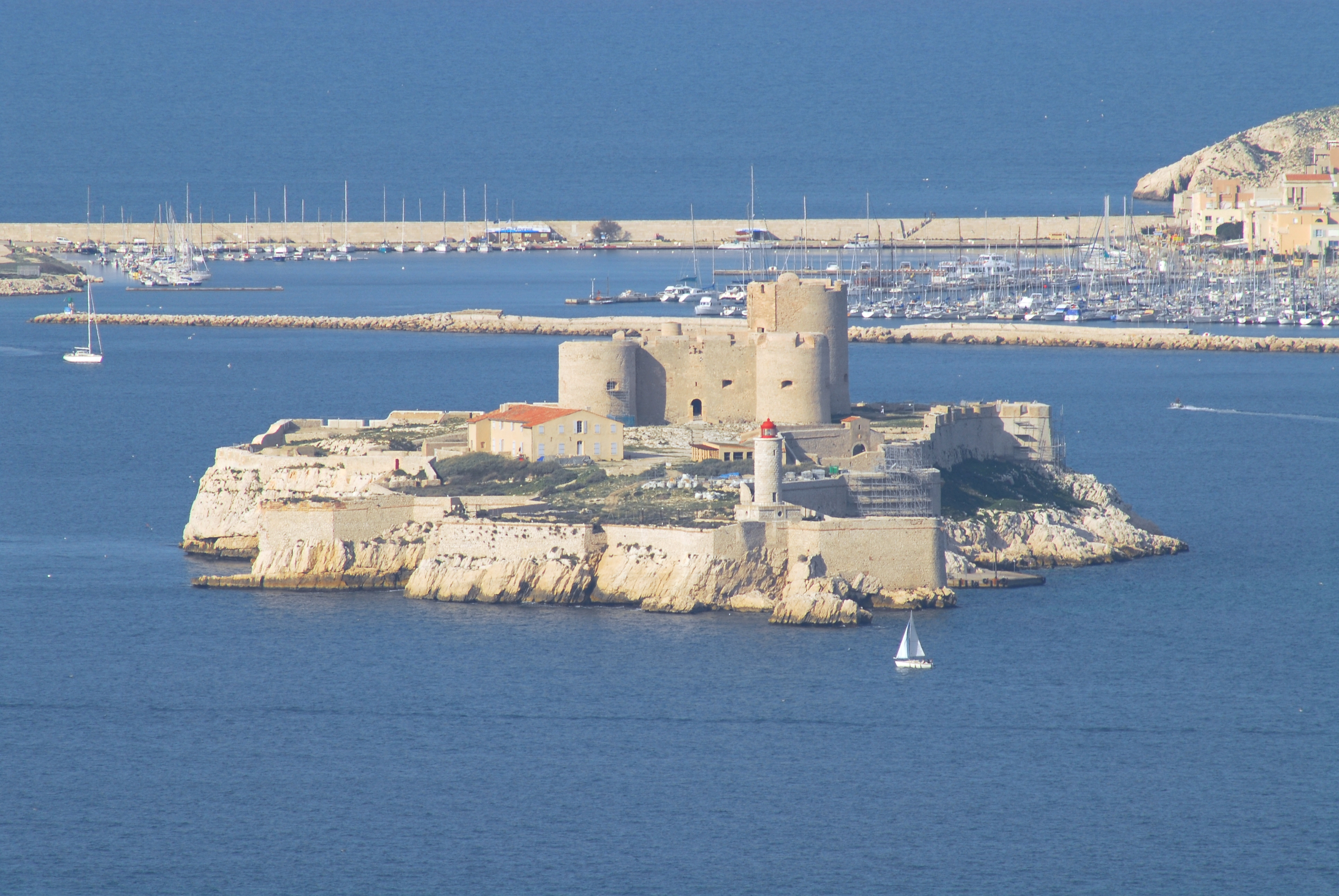
이프 성채

이프 성채(프랑스어: Château d'If)는 프랑스 마르세유 앞바다에 위치한 이프섬에 있는 교도소였다. 알렉상드르 뒤마의 소설 《몬테크리스토 백작》의 배경으로 잘 알려져 있다. 샤토 디프는 바다에서의 방어 거점으로 하기 위해 프랑수아 1세의 명령에 따라 1524년부터 1531년에 걸쳐 건설되었다. 샤토 디프는 고도의 입지와 주변의 해류로 탈옥이 어렵기 때문에, 정치범과 종교 범죄자를 수용하는 감옥으로 이용되게 되었다. 현재는 교도소 사용하지 않으며 1890년 9월 23일부터 일반인에게 공개가 시작되었다. 1926년, 역사적 기념물로 지정되었다. 현재 마르세유의 옛 항구에서 유람선이 운항하고 있다.

## 같이 보기
- 앨커트래즈섬